# سرگئی میکائیلیان (سیاستمدار)
سرگئی آبگاری میکائلیان (ارمنی: Սերգեյ Աբգարի Միքայելյան؛  زادهٔ ۸ مهٔ ۱۹۲۵ - درگذشته ۲۵ نوامبر ۱۹۸۰) سیاستمدار و مهندس ترابری ریلی اهل ارمنستان بود.

## زندگی‌نامه
وی در ۸ مهٔ ۱۹۲۵ ‏در لنیناکان به دنیا آمد و از دانشگاه دولتی ترابری روستوف فارغ‌التحصیل گشت. همچنین برندهٔ جوایزی همچون قهرمان کار سوسیالیست، نشان لنین (۱۹۵۹)، مدال به مناسبت یکصدمین سالگرد تولد ولادیمیر ایلیچ لنین، مدال دفاغ از قفقاز ()، مدال کار شجاعانه در جنگ بزرگ میهنی (۱۹۴۵–۱۹۴۱) (۱۹۴۶) و مدال کارگر ممتاز (۱۹۵۳) شده است. وی در ۲۵ نوامبر ۱۹۸۰ در سن ۵۵ سالگی در لنیناکان درگذشت.

## یادداشت
1. ↑  ԽՍՀՄ գերագույն խորհրդի պատգամավոր